# Dancing with the Stars (Australia)
Dancing with the Stars – australijski program rozrywkowy oparty na międzynarodowym formacie Dancing with the Stars, nadawany przez Seven Network w latach 2004–2015 oraz przez Network Ten od 2019.
Program nadawany jest na żywo ze studia telewizyjnego „Global” w Melbourne w stanie Wiktoria.
Za stronę muzyczną programu odpowiada orkiestra, którą dyryguje Chong Lim.

## Zasady programu
W programie biorą udział pary złożone z osobowości medialnych oraz zawodowego tancerza towarzyskiego. W każdym odcinku prezentują wcześniej przygotowany taniec (latynoamerykański, standardowy i inne), który oceniany jest przez półprofesjonalną komisję jurorską, w skali ocen od 1 do 10. Oprócz punktów przyznanych przez sędziów, o końcowej klasyfikacji decydują telewidzowie poprzez głosowanie telefonicznie oraz SMS-owe. W każdym z odcinków odpada jedna para, która uzyskała najmniejszą liczbę głosów.

## Zwycięzcy
| Edycja | Celebryta           | Tancerz           |
| ------ | ------------------- | ----------------- |
| 1      | Bec Cartwright      | Michael Miziner   |
| 2      | Tom Williams        | Kym Johnson       |
| 3      | Ada Nicodemou       | Aric Yegudkin     |
| 4      | Grant Denyer        | Amanda Garner     |
| 5      | Anthony Koutoufides | Natalie Lowe      |
| 6      | Kate Ceberano       | John-Paul Collins |
| 7      | Bridie Carter       | Craig Monley      |
| 8      | Luke Jacobz         | Luda Kroitor      |
| 9      | Adam Brand          | Jade Hatcher      |
| 10     | Rob Palmer          | Alana Patience    |
| 11     | Manu Feildel        | Alana Patience    |
| 12     | Johnny Ruffo        | Luda Kroitor      |
| 13     | Cosentino           | Jessica Raffa     |
| 14     | David Rodan         | Melanie Hooper    |
| 15     | Emma Freedman       | Aric Yegudkin     |
| 16     | Samuel Johnson      | Jorja Freeman     |
| 17     | Celia Pacquola      | Jarryd Byrne      |

## Spis edycji
| Edycja | Premiera            | Finał             |
| ------ | ------------------- | ----------------- |
| 1      | 5 października 2004 | 23 listopada 2004 |
| 2      | 8 lutego 2005       | 26 kwietnia 2005  |
| 2      | 6 września 2005     | 8 listopada 2005  |
| 4      | 21 lutego 2006      | 9 maja 2006       |
| 5      | 26 września 2006    | 28 listopada 2006 |
| 6      | 20 lutego 2007      | 1 maja 2007       |
| 7      | 25 września 2007    | 27 listopada 2007 |
| 8      | 31 lipca 2008       | 9 listopada 2008  |
| 9      | 5 lipca 2009        | 6 września 2009   |
| 10     | 27 czerwca 2010     | 29 sierpnia 2010  |
| 11     | 8 maja 2011         | 10 lipca 2011     |
| 12     | 15 kwietnia 2012    | 17 czerwca 2012   |
| 13     | 1 października 2013 | 26 listopada 2013 |
| 14     | 20 września 2014    | 25 listopada 2014 |
| 15     | 19 lipca 2015       | 7 września 2015   |
| 16     | 18 lutego 2019      | 22 kwietnia 2019  |
| 17     | 9 lutego 2020       | 29 marca 2020     |

## Uczestnicy

### Pierwsza edycja (2004)
| Miejsce | Celebryta         | Tancerz           |
| ------- | ----------------- | ----------------- |
| 1.      | Bec Cartwright    | Michael Miziner   |
| 2.      | Pauline Hanson    | Salvatore Vecchio |
| 3.      | Justin Melvey     | Kym Johnson       |
| 4.      | John Wood         | Jenni Pedersen    |
| 5.      | Matt Shirvington  | Natalie Lowe      |
| 6.      | Katrina Warren    | Csaba Szirmai     |
| 7.      | Gabrielle Richens | Mark Hodge        |
| 8.      | James Tomkins     | Patrice Smith     |

### Druga edycja (2005)
| Miejsce | Celebryta         | Tancerz        |
| ------- | ----------------- | -------------- |
| 1.      | Tom Williams      | Kym Johnson    |
| 2.      | Ian Roberts       | Natalie Lowe   |
| 3.      | Holly Brisley     | Mark Hodge     |
| 4.      | Jason Smith       | Luda Kroitor   |
| 5.      | Derryn Hinch      | Patrice Smith  |
| 6.      | Nikki Webster     | Sasha Farber   |
| 7.      | Suzie Wilks       | Jonathan Doone |
| 8.      | Shane Gould       | Csaba Szirmai  |
| 9.      | Sara-Marie Fedele | Trent Whiddon  |
| 10.     | Steven Bradbury   | Sarah West     |

### Trzecia edycja (2005)
| Miejsce | Celebryta      | Tancerz         |
| ------- | -------------- | --------------- |
| 1.      | Ada Nicodemou  | Aric Yegudkin   |
| 2.      | Chris Bath     | Trenton Shipley |
| 3.      | Ian Dickson    | Leanne Bampton  |
| 4.      | Brodie Holland | Alana Patience  |
| 5.      | David Campbell | Luda Kroitor    |
| 6.      | Dawn Fraser    | Gordon Gilkes   |
| 7.      | Nicky Buckley  | Andrew Palmer   |
| 8.      | Ky Hurst       | Masha Belash    |
| 9.      | Michael Caton  | Kym Johnson     |
| 10.     | Tania Zaetta   | Michael Miziner |

### Czwarta edycja (2006)
| Miejsce | Celebryta        | Tancerz             |
| ------- | ---------------- | ------------------- |
| 1.      | Grant Denyer     | Amanda Garner       |
| 2.      | Konstantin Cziu  | Luda Kroitor        |
| 3.      | Toby Allen       | Leanne Bampton      |
| 4.      | Noeline Brown    | Carmello Pizzino    |
| 5.      | Kate Langbroek   | Alexander Bryan     |
| 6.      | Jennifer Hawkins | Sergei Bolgarschii  |
| 7.      | Simone Callahan  | Gordon Derbogosijan |
| 8.      | Alicia Molik     | John Paul Collins   |
| 9.      | Luke Ricketson   | Eliza Campagna      |
| 10.     | Ian Meldrum      | Alana Patience      |

### Piąta edycja (2006)
| Miejsce | Celebryta           | Tancerz             |
| ------- | ------------------- | ------------------- |
| 1.      | Anthony Koutoufides | Natalie Lowe        |
| 2.      | Arianne Caoili      | Carmello Pizzino    |
| 3.      | Tamsyn Lewis        | Arsen Kishishian    |
| 4.      | Andrew Gaze         | Linda De Nicola     |
| 5.      | Chris Hemsworth     | Abbey Ross          |
| 6.      | Amanda Keller       | Csaba Szirmai       |
| 7.      | Gary Sweet          | Eliza Campagna      |
| 8.      | Kerry Armstrong     | Christopher Ryan    |
| 9.      | Tom Waterhouse      | Alana Patience      |
| 10.     | Fiona Falkiner      | Serghei Bolgarschii |

### Szósta edycja (2007)
| Miejsce | Celebryta          | Tancerz           |
| ------- | ------------------ | ----------------- |
| 1.      | Kate Ceberano      | John Paul Collins |
| 2.      | Fifi Box           | Paul Green        |
| 3.      | Tim Campbell       | Natalie Lowe      |
| 4.      | Jamie Durie        | Amanda Garner     |
| 5.      | David Graham       | Eliza Campagna    |
| 6.      | Tatiana Grigorieva | Brendan Humphreys |
| 7.      | Todd Woodbridge    | Emily Reilly      |
| 8.      | Naomi Robson       | Steven Grace      |
| 9.      | Kimberley Davies   | Paul Zaidman      |
| 10.     | Wendell Sailor     | Linda De Nicola   |

### Siódma edycja (2007)
| Miejsce | Celebryta      | Tancerz             |
| ------- | -------------- | ------------------- |
| 1.      | Bridie Carter  | Craig Monley        |
| 2.      | Anh Do         | Luda Kroitor        |
| 3.      | David Hobson   | Karina Schembri     |
| 4.      | Patti Newton   | Sandro Catalano     |
| 5.      | Mark Beretta   | Linda De Nicola     |
| 6.      | James Courtney | Ola Bourtasowa      |
| 7.      | Jessica Rowe   | Serghei Bolgarschii |
| 8.      | Elka Graham    | Michael Wojick      |
| 9.      | Corinne Grant  | Csaba Szirmai       |
| 10.     | Michael Klim   | Eliza Campagna      |

### Ósma edycja (2008)
| Miejsce | Celebryta      | Tancerz           |
| ------- | -------------- | ----------------- |
| 1.      | Luke Jacobz    | Luda Kroitor      |
| 2.      | Danny Green    | Natalie Lowe      |
| 3.      | Paul Licuria   | Eliza Campagna    |
| 4.      | Charli Delaney | Csaba Szirmai     |
| 5.      | Toni Pearen    | Henry Byalikov    |
| 6.      | Jodi Gordon    | Stefano Oliveri   |
| 7.      | Red Symons     | Ana Andre         |
| 8.      | Cal Wilson     | Craig Monley      |
| 9.      | James Tobin    | Jade Hatcher      |
| 10.     | Brooke Hanson  | John-Paul Collins |

### Dziewiąta edycja (2009)
| Miejsce | Celebryta        | Tancerz          |
| ------- | ---------------- | ---------------- |
| 1.      | Adam Brand       | Jade Hatcher     |
| 2.      | Matt White       | Ash-Leigh Hunter |
| 3.      | Kylie Gillies    | Carmello Pizzino |
| 4.      | Gerrard Gosens   | Jessica Raffa    |
| 5.      | Lincoln Lewis    | Luda Kroitor     |
| 6.      | Jessica McNamee  | Stefano Oliveri  |
| 7.      | Fiona O’Loughlin | Craig Monley     |
| 8.      | Layne Beachley   | Dannial Gosper   |
| 9.      | Emily Scott      | Michael Miziner  |
| 10.     | Rob Mills        | Sriani Argajet   |
| 11.     | Peter Everitt    | Linda De Nicola  |

### Dziesiąta edycja (2010)
| Miejsce | Celebryta         | Tancerz             |
| ------- | ----------------- | ------------------- |
| 1.      | Rob Palmer        | Alana Patience      |
| 2.      | Tamara Jaber      | Carmello Pizzino    |
| 3.      | Alex Fevola       | Arsen Kishishian    |
| 4.      | George Houvardas  | Luda Kroitor        |
| 5.      | David Wirrpanda   | Liza Van Pelt       |
| 6.      | Esther Anderson   | Brendon Midson      |
| 7.      | Rachael Finch     | Michael Miziner     |
| 8.      | Melinda Schneider | Serghei Bolgarschii |
| 9.      | Jo Beth Taylor    | Dannial Gosper      |
| 10.     | Blair McDonough   | Jessica Raffa       |
| 11.     | Jason Stevens     | Eliza Campanga      |

### Jedenasta edycja (2011)
| Miejsce | Celebryta         | Tancerz          |
| ------- | ----------------- | ---------------- |
| 1.      | Manu Feildel      | Alana Patience   |
| 2.      | Haley Bracken     | Aric Yegudkin    |
| 3.      | Damien Leith      | Melanie Hooper   |
| 4.      | Samantha Armytage | Brendon Midson   |
| 5.      | Lara Bingle       | Carmello Pizzino |
| 6.      | Nick Bracks       | Jessica Raffa    |
| 7.      | Brynne Edelsten   | Arsen Kishishian |
| 8.      | Dan Ewing         | Luda Kroitor     |
| 9.      | Mark Occhilupo    | Jade Brand       |
| 10.     | Jan Stephenson    | Mark Hodge       |
| 11.     | Nathan Bracken    | Masha Belash     |

### Dwunasta edycja (2012)
| Miejsce | Celebryta            | Tancerz           |
| ------- | -------------------- | ----------------- |
| 1.      | Johnny Ruffo         | Luda Kroitor      |
| 2.      | Danielle Spencer     | Damian Whitewood  |
| 3.      | Zoe Cramond          | Aric Yegudkin     |
| 4.      | Brendan Fevola       | Jessica Raffa     |
| 5.      | Brian Mannix         | Melanie Hooper    |
| 6.      | Jessica Watson       | Damien Samuel     |
| 7.      | Kerri-Anne Kennerley | Carmello Pizzino  |
| 8.      | Shannon Noll         | Jelena Samodanowa |
| 9.      | Vogue Williams       | Christopher Page  |
| 10.     | Caine Eckstein       | Jess Prince       |
| 11.     | Erin McNaught        | Gleb Sawczenko    |

### Trzynasta edycja (2013)
| Miejsce | Celebryta        | Tancerz          |
| ------- | ---------------- | ---------------- |
| 1.      | Paul Cosentino   | Jessica Raffa    |
| 2.      | Rhiannon Fish    | Aric Yegudkin    |
| 3.      | Tina Arena       | Damian Whitewood |
| 4.      | Libby Trickett   | Carmelo Pizzino  |
| 5.      | Steve Hooker     | Ash-Leigh Hunter |
| 6.      | Zac Stenmark     | Jade Hatcher     |
| 7.      | Jesinta Campbell | Jarryd Byrne     |
| 8.      | Brendan Jones    | Alana Patience   |
| 9.      | Sophia Pou       | Michael Miziner  |
| 10.     | Sally Obermeder  | Carmelo Pizzino  |
| 11.     | Tony Barber      | Melanie Hooper   |
| 12.     | Jordan Stenmark  | Jessica Prince   |

### Czternasta edycja (2014)
| Miejsce | Celebryta           | Tancerz          |
| ------- | ------------------- | ---------------- |
| 1.      | David Rodan         | Melanie Hooper   |
| 2.      | Lynne McGranger     | Carmelo Pizzino  |
| 3.      | Ricki-Lee Coulter   | Jarryd Byrne     |
| 4.      | Tai Hara            | Jorja Freeman    |
| 5.      | Matt Cooper         | Masha Belash     |
| 6.      | Torah Bright        | Robbie Kmetoni   |
| 7.      | Eamon Sullivan      | Ash-Leigh Hunter |
| 8.      | Mark Holden         | Jessica Prince   |
| 9.      | Kyly Clarke         | Damian Whitewood |
| 10.     | April Rose Pengilly | Aric Yegudkin    |
| 11.     | Ashley Hart         | Julz Tocker      |

### Piętnasta edycja (2015)
| Miejsce | Celebryta        | Tancerz          |
| ------- | ---------------- | ---------------- |
| 1.      | Emma Freedman    | Aric Yegudkin    |
| 2.      | Matthew Mitcham  | Masha Belash     |
| 3.      | Ash Pollard      | Jarryd Byrne     |
| 4.      | Mat Rogers       | Ash-Leigh Hunter |
| 5.      | Larry Emdur      | Alana Patience   |
| 6.      | Kelly Cartwright | Damian Whitewood |
| 7.      | Jude Bolton      | Dianne Buswell   |
| 8.      | Lynette Bolton   | Carmelo Pizzino  |
| 9.      | Samantha Harris  | Josh Keefe       |
| 10.     | Tim Robards      | Camille Webb     |
| 11.     | John Paul Young  | Giselle Peacock  |

### Szesnasta edycja (2019)
| Miejsce | Celebryta          | Tancerz              |
| ------- | ------------------ | -------------------- |
| 1.      | Samuel Johnson     | Jorja Freeman        |
| 2.      | Courtney Act       | Josh Keefe           |
| 3.      | Constance Hall     | Gustavo Viglio       |
| 4.      | Jett Kenny         | Lily Cornish         |
| 5.      | Jimmy Rees         | Alexandra Vladimirov |
| 6.      | Curtly Ambrose     | Siobhan Power        |
| 7.      | Michelle Bridges   | Aric Yegudkin        |
| 8.      | Olympia Valance    | Jarred Byrne         |
| 9.      | Cassandra Thorburn | Marco De Angelis     |
| 10.     | Denise Scott       | Jeremy Garner        |
| 11.     | Miguel Maestre     | Megan Wragg          |

## Nagrody
- Najpopularniejszy program rozrywkowy, Logie Awards 2006[1]
- Najlepszy program typu Reality, Logie Awards 2007[2]
- Najlepszy program typu Reality, Logie Awards 2008[3]

## Oglądalność
| Miasta             | Edycja    | Edycja    | Edycja    | Edycja    | Edycja    | Edycja    | Edycja    | Edycja    | Edycja    | Edycja  |
| Miasta             | 1 2004    | 2 2005    | 3 2005    | 4 2006    | 5 2006    | 6 2007    | 7 2007    | 8 2008    | 9 2009    | 10 2010 |
| ------------------ | --------- | --------- | --------- | --------- | --------- | --------- | --------- | --------- | --------- | ------- |
| Sydney             | 624 250   | 590 500   | 610 900   | 685 600   | 549 800   | 576 400   | 555 300   | 399 400   | 424 300   |         |
| Melbourne          | 543 625   | 590 100   | 633 500   | 647 900   | 517 700   | 569 900   | 543 700   | 402 100   | 397 900   |         |
| Brisbane           | 320 375   | 315 700   | 327 700   | 430 700   | 277 200   | 314 700   | 294 700   | 193 200   | 311 100   |         |
| Adelaide           | 183 250   | 191 200   | 205 300   | 218 200   | 182 200   | 189 500   | 174 200   | 109 500   | 144 900   |         |
| Perth              | 223 125   | 219 500   | 234 800   | 251 800   | 207 000   | 209 200   | 219 400   | 171 000   | 169 700   |         |
| Łączna oglądalność | 1 894 625 | 1 907 000 | 2 011 800 | 2 234 100 | 1 733 900 | 1 859 600 | 1 786 800 | 1 275 300 | 1 447 700 |         |